# Елберт Сіе
Елберт Сіе (нар. 6 вересня 1987) — колишній індонезійський тенісист.
Найвищу одиночну позицію світового рейтингу — 687 місце досяг 15 жовтня 2007, парну — 698 місце — 9 травня 2011 року.

## Титули
| Легенда         |
| --------------- |
| ITF Ф'ючерс (3) |

| Титули за покриттям |
| ------------------- |
| Тверде (2)          |
| Ґрунт (1)           |

### Парний розряд: (3)
| Ранг | Дата     | Турнір                 | Покриття | Партнер                  | Суперники                         | Рахунок          |
| ---- | -------- | ---------------------- | -------- | ------------------------ | --------------------------------- | ---------------- |
| 1.   | Сер 2006 | Індонезія F3, Манадо   | Тверде   | Боніт Вір'яван           | Лі Сіньхань Бен Сяньїнь           | 4–6, 6–3, 6–4    |
| 2.   | Жов 2010 | Іран F5, Тегеран       | Ґрунт    | Ранджит Віралі-Муругесан | Хрістоф Лессяк-Колле Б'єрн Пропст | 6–3, 6–2         |
| 3.   | Лип 2012 | Індонезія F1, Джакарта | Тверде   | Крістофер Рунґкат        | Kim Cheong-eui Oh Dae-soung       | 4–6, 7–5, [10–3] |